# Jot Down
Jot Down Cultural Magazine, o simplemente Jot Down, es una revista cultural española.

## Historia
Fue fundada por Mar de Marchis, Ángel Luis Fernández Recuero y Ricardo J. González en mayo de 2011. Cuenta con una versión en línea y otra en papel. Entre los planes de futuro de la revista está el tener una versión en inglés. A partir de 2013 la publicación de la versión en papel fue trimestral. Han colaborado autores como Enric González, Marta Fernández, Juan José Gómez Cadenas, Marta Peirano, Félix de Azúa, Clara Grima, Ignacio Julià, Jenn Díaz, Manuel Jabois, Laura Ferrero, Jorge Carrión, Rebeca García Nieto o Fernando Iwasaki .
En marzo de 2012 rondaban las 400.000 visitas mensuales, y en agosto alcanzó 656.709.
En octubre de 2015, Jot Down llegó a un acuerdo con el periódico EL PAÍS para la publicación de una versión mensual de la revista con un contenido reducido. Jot Down Smart, como fue bautizada, mantuvo un precio de lanzamiento de un euro durante el primer año para después situarse en los tres euros.
En diciembre de 2016, Jot Down lanza la web y la revista impresa para chavales Jot Down Kids con ISSN 2530-3503.
En abril de 2017, Jot Down lanza la revista impresa Cómics esenciales con ISSN 2530-6251. En 2021 la revista pasa a llamarse Jot Down Cómics y lanza página web.
En enero de 2019 El País, tras el cambio de director, terminó la relación con Jot Down y se dejó de publicar la revista Jot Down Smart con el número #39.
En marzo de 2022 se anuncia la impresión y distribución de la revista impresa Jot Down en Argentina.
El 27 de mayo de 2022 muere Mar de Marchis, socia fundadora e ideadora del proyecto.
El 20 de noviembre de 2022, Jot Down lanza el medio digital Jot Down Sportdirigida por Álvaro Corazón Rural 
El 29 de abril de 2024, Jot Down lanza la revista impresa Arteuparte by Jot Downcon ISSN 3020-8059